# Abbas Bonfoh
El-Hadj Abbas Bonfoh, né le 23 novembre 1948 à Kabou, un village de la préfecture de Bassar, et mort le 30 juin 2021, est un homme politique togolais. Président de l'Assemblée nationale du 24 février 2005 au 25 juillet 2013, il assume l'intérim à la tête du Togo entre le 25 février et le 4 mai 2005 comme le prescrit la loi fondamentale du pays. C'est le premier président musulman du Togo.

## Biographie

### Jeunesse et études
Abbas Bonfoh commence sa carrière dans le sport après avoir fait trois ans dans un institut de sport en Côte d'Ivoire. À son retour au Togo, il est affecté au collège d'enseignement général de Kodjoviakopé où il passe deux ans. Après quoi grâce à une bourse, Abbas est admis à l'Institut national de l'administration scolaire et universitaire (INAS) en France pour étudier l'administration scolaire et universitaire. De retour au Togo deux ans après, il est affecté à la planification de l'éducation pour y travailler en tant que directeur régional de la planification à Kpalimé. Bonfoh retourne une nouvelle fois en France pour un perfectionnement de neuf mois avant de retrouver ses fonctions de directeur régional de la planification à son retour, mais cette fois il sera basé à Kara.

### Carrière politique
Alors qu'il occupe toujours la fonction de directeur régional de la planification à Kara, sa présence a été remarquée en tant que militant du RPT, toujours présent dans les rassemblements politiques souvent en qualité de porte-parole. Très actif et très ouvert, les populations de la localité lui demanderont de se présenter à la députation. Ce qu'il fait avec le soutien du député RPT sortant que les populations ont désavoué. Bonfoh est élu député en 1999 et accède à la vice-présidence de l'Assemblée nationale en 2002, le président étant Fambaré Ouattara Natchaba.
À la mort de Gnassingbé Eyadema, le 5 février 2005, Natchaba doit constitutionnellement devenir président de la République. Faure Gnassingbé, un fils de l'ancien président, est nommé président par le chef d'État-major des forces armées togolaises. Natchaba revient précipitamment d'un voyage en Europe mais son avion est détourné vers le Bénin voisin. Les frontières avec le Togo étant fermées, Natchaba ne peut faire valoir ses droits légitimes. L'Assemblée nationale élit Faure Gnassingbé au poste de président de l'Assemblée pour restaurer un semblant de légitimité constitutionnelle. Celui-ci doit terminer le mandat présidentiel de son père.
Sous la pression de la CEDEAO, de l'Union européenne, de l'Union africaine et de l'ONU, Faure Gnassingbé renonce d'abord à rester au pouvoir jusqu'à la fin du mandat du président sortant, puis démissionne de son poste de président de l'Assemblée nationale le 25 février 2005. Bonfoh, toujours vice-président, devient alors président de l'Assemblée, et par conséquent président de la République par intérim (poste qu'il conserve jusqu'à l'élection présidentielle du 24 avril 2005). Après l'annonce par la CENI des résultats de la présidentielle, Faure Gnassingbé est proclamé président de la République le 4 mai et Bonfoh redevient alors président de l'Assemblée.
Bonfoh est membre du Rassemblement du peuple togolais (RPT) devenu par la suite Union pour la République (UNIR), le parti au pouvoir.

## Décorations
- Grand officier de l'ordre du Mono (2005)[5]